# La casa de la Troya (novela)
La casa de la Troya es una novela romántica publicada por el autor Alejandro Pérez Lugín en 1915. 
Fue escrita en la localidad coruñesa de Sada en 1914. 
La obra de Pérez Lugín conoció un gran éxito en su época, y era prácticamente una lectura obligada para todos los jóvenes que como Gerardo Roquer eran obligados a estudiar lejos de su casa, en Santiago de Compostela. Por este motivo, ha sido reeditada numerosas veces y adaptada tanto al cine como a la televisión.

## Argumento
La obra narra la historia de un joven de la época, Gerardo Roquer, que lleva una vida desordenada en Madrid y es obligado por su padre a estudiar la carrera de Derecho en la Universidad de Santiago, algo que él interpreta como un destierro. Aunque al principio le resulta difícil adaptarse a la vida en la que él ve como una simple ciudad de provincias, acabará entablando buenas relaciones con sus compañeros de pensión (la llamada Casa de la Troya), e incluso conocerá al amor de su vida.

## Versiones

### Cine
- La Casa de la Troya (1925),  dirigida por Manuel Noriega y protagonizada por Luis Peña Sánchez y Carmen Viance.
- La Casa de la Troya (1936),  dirigida por Adolfo Aznar y protagonizada por Tony D'Algy, Isa de Navarra y Santiago Barat.
- La Casa de la Troya (1948),  dirigida por Carlos Orellana y protagonizada por Armando Calvo y Rosario Granados.
- La Casa de la Troya (1959), dirigida por  Rafael Gil y protagonizada por Arturo Fernández, Ana Esmeralda y Pepe Rubio.

### Televisión
- La Casa de la Troya (1960),  protagonizada por Fernando Siro y Lolita Torres.